# Orgedeuil
Orgedeuil település Franciaországban, Charente megyében. Lakosainak száma 208 fő (2022. január 1.). Orgedeuil Mazerolles, Montbron, Saint-Sornin és Yvrac-et-Malleyrand községekkel határos.

## Népesség
A település népessége az elmúlt években az alábbi módon változott:
| Lakosok száma | 244  | 207  | 245  | 216  | 228  | 227  | 229  | 220  | 216  | 208  |
|               | 1968 | 1982 | 1990 | 2006 | 2013 | 2015 | 2017 | 2019 | 2020 | 2022 |